# Francesca Vettori

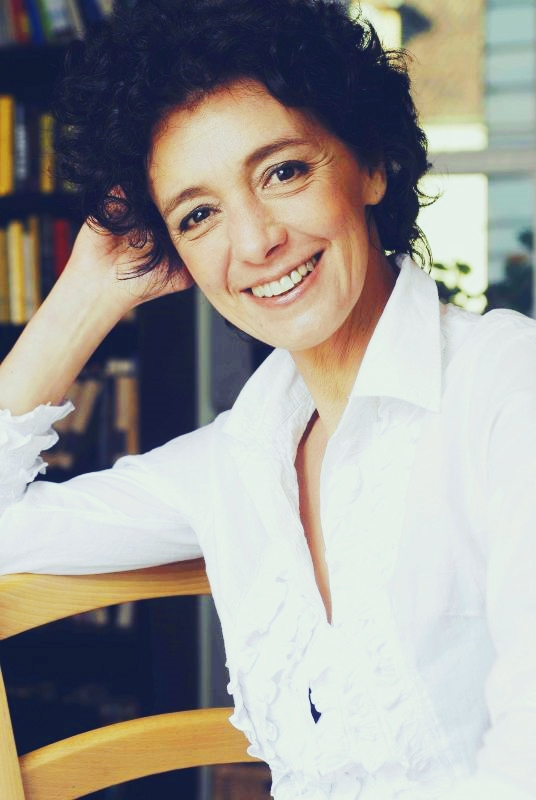
Francesca Vettori

Francesca Vettori (Chivasso, 28 maggio 1957) è un'attrice, doppiatrice e dialoghista italiana. È attiva tra Torino e Milano.

## Filmografia

### Cinema
- Tutti giù per terra, regia di Davide Ferrario (1997)
- L'educazione di Giulio, regia di Claudio Bondi (2000)
- Non ho sonno, regia di Dario Argento (2001)
- Se devo essere sincera, regia di Davide Ferrario (2004)
- La fiamma sul ghiaccio, regia di Umberto Marino (2006)
- Solo un padre, regia di Luca Lucini (2008)
- Vorticale, regia di Matteo Esposito (2017)
- Gli uomini d'oro, regia di Vincenzo Alfieri (2019)
- Il corpo, regia di Vincenzo Alfieri (2024)

### Televisione
- Passioni (1989)
- La Sindone - 24 ore, 14 ostaggi (2001)
- L'avvocato (2004)
- Fuoriclasse (2011)
- La cartolina di Elena (2023)

## Doppiaggio

### Serie televisive
- Kathryn Winslow in Alla corte di Alice
- Shari Belafonte in Oltre la realtà
- Sonja Smits in Street Legal
- Marthe Villalonga in Maguy
- Karla Sofía Gascón in Rebelde
- Chetna Pandya in Heartstopper
- Annabelle Mandeng in Vikings: Valhalla

### Soap opera e telenovelas
- Mitzi Kapture in Febbre d'amore
- Katia Condos in Eredità d'amore
- Talù Quintero in Betty la fea
- Belén Marrero in Dolce Valentina

### Film
- Sophie Faucher in Laurence Anyways e il desiderio di una donna...
- Chiara Mastroianni ne Il prezzo della gloria
- Emmanuelle Béart in Passeggeri della notte

### Cartoni animati
- South Park (Eric Cartman, Sharon Marsh, Linda Stotch, Mrs. Cabtree, Saddam Hussein) (2° doppiaggio)
- The Charlie Brown and Snoopy Show (Piperita Patty)
- Pimpa - Le nuove avventure (Pimpa - 2ª voce)
- Le avventure di Pimpa (Pimpa)
- La Pimpa (2010) (Pimpa)
- La Pimpa (2015) (Pimpa)